# Ulf Eriksson (Dichter)

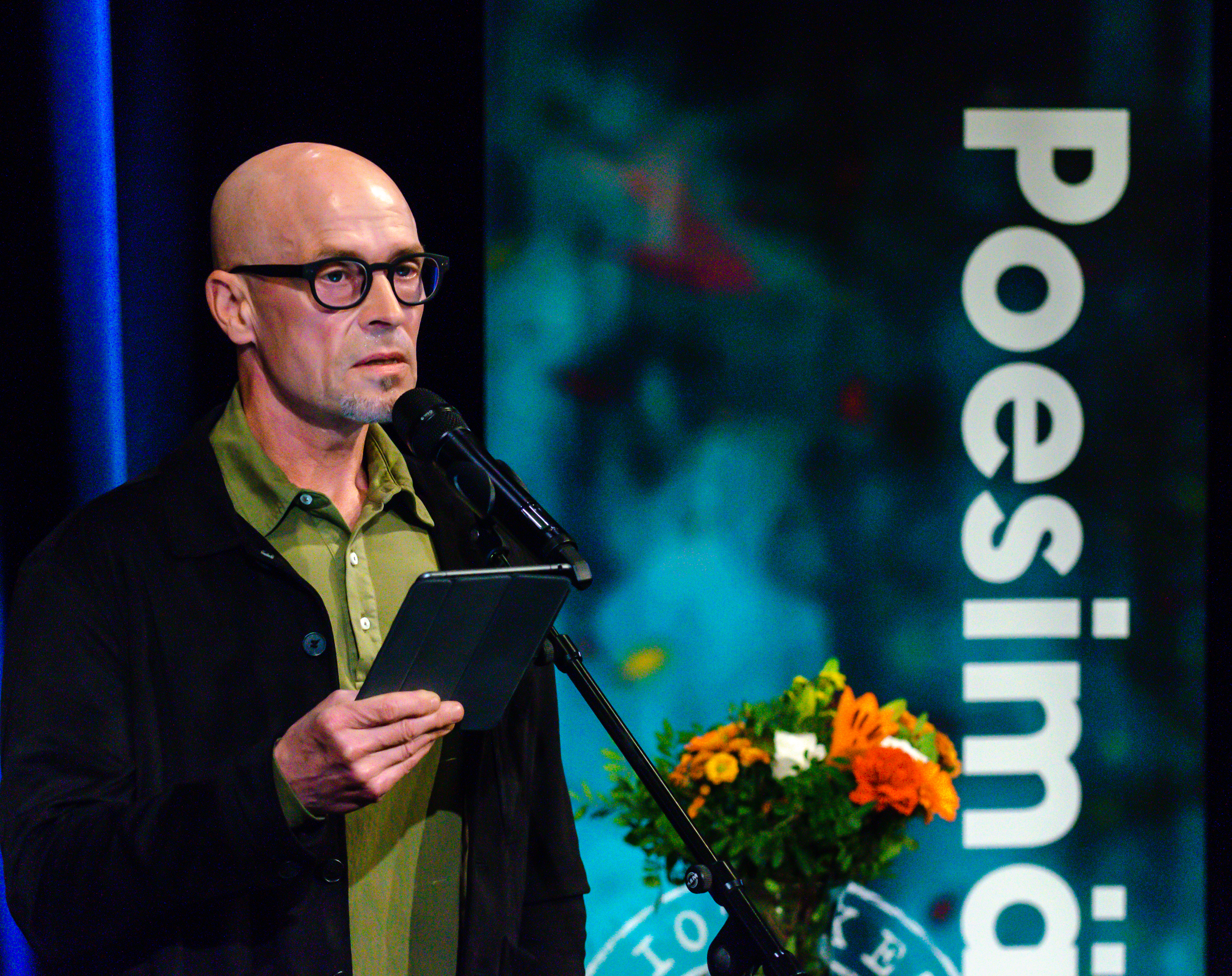
Ulf Eriksson

Ulf Eriksson (* 1958 in Högdalen, Stockholm) ist ein schwedischer Schriftsteller.

## Werdegang
Von Beruf Archäologe debütierte Eriksson 1982 mit dem Gedichtband Varelser av gräs als Dichter. Zwei Jahre später erschien mit Det gjorda återstår sein erster Roman. In der Folge erschienen von ihm neben weiteren Dichtbänden und Romanen auch Novellen und Essays.
Für sein Werk erhielt Eriksson verschiedene renommierte Auszeichnungen in Nordeuropa. So wurde ihm beispielsweise 1995 der norwegische Obstfelderpriset und 1998 der Doblougpreis zugesprochen. Zudem erhielt er 2002 den Göteborgs-Postens litteraturpris, 2003 den Gerard Bonniers lyrikpris, wurde 2005 mit dem Signe Ekblad-Eldhs pris ausgezeichnet und erhielt 2006 den Karl Vennbergs pris sowie den Ludvig Nordström-priset.
| Personendaten    | Personendaten                 |
| ---------------- | ----------------------------- |
| NAME             | Eriksson, Ulf                 |
| KURZBESCHREIBUNG | schwedischer Schriftsteller   |
| GEBURTSDATUM     | 1958                          |
| GEBURTSORT       | Högdalen, Stockholm, Schweden |